# Prosopis juliflora
Prosopis juliflora comúnmente llamado mezquite en México, es una especie de planta leguminosa. Conocido como «cují yaque» (en Venezuela), «trupillo» (en Colombia), “algarrobo” (en Ecuador) y aipia (en lengua indígena Wayuunaiki). Es uno de los árboles emblemáticos de Venezuela siendo el árbol emblemático del Estado Falcón de la península de la Guajira en Colombia y de Ecuador (Zona de bosque tropical seco) especialmente en la provincia de Manabí. Es usado para dar sombra y por su madera utilizada en carpintería y ebanistería.

## Descripción
Es un árbol espinoso, de comportamiento caducifolio. Bajo condiciones favorables de suelo crece hasta alcanzar una altura de 20 metros, con DAP de 50 cm. Copa irregular de follaje ralo extendido. Hojas compuestas, alternas, pinnadas, bipinnadas de 10 a 20 cm de longitud, peciolo ensanchado desde la base de 2 a 8 cm, compuesto por 12 a 16 pares de folíolos por hoja, de 20 a 22 mm de largo. Fuste irregular, bifurcado desde la base, con espinas en sus ramas jóvenes. Inflorescencia de color amarillo dispuesta en racimo cilíndrico espigado, de 5 a 8 cm de largo; cáliz diminuto, ancho campanulado de 1,3 a 1,5 mm de largo de corola amarillenta con 3 a 5 mm de largo, pétalos libres lineal elípticos.
Frutos leguminosos fibrosos e indehiscentes, de 11 a 21 cm de longitud por 0,8 a 12 mm de grosor, amarillos violáceos, con estrías rojizas longitudinales. Semillas aplanadas, rodeadas por una membrana dulce. Su tamaño va de 6 a 9 mm de largo por 4 a 6 mm de ancho. De comportamiento radicular freatófito, muy eficiente, de rápido desarrollo, capaz de aprovechar el agua disponible en el subsuelo. En suelos áridos desarrolla la raíz a gran profundidad (20 metros). De comportamiento hermafrodita. Son plantas autoincompatibles, por lo que su entrecruzamiento es necesario. Número cromosomico 2n = 28 (Diploide y tetraploide).
Planta de follaje caducifolio, florece generalmente de diciembre a febrero, fructifica de febrero a abril y su polinización es entomófila. Se puede propagar por las semillas, el rizoma, acodo aéreo, brotes, esquejes e injerto.

## Distribución y hábitat
Árbol originario de América Central y norte de América del Sur, es común zonas áridas de Norteamérica aunque se ha extendido hasta algunas regiones áridas y semiáridas de Centro y Sudamérica (hasta Perú). Es una especie pantropical y crece de manera silvestre en los bosques tropicales caducifolios. Se ha propagado en África y Asia para cultivar el mezquite por sus usos múltiples y su adaptación al clima árido.
Crece en varios tipos de suelos incluso pobres, con un pH de 6.5 a 8.3, requiere poca precipitación, desde 150 a 250 mm/año y en ciertos lugares con 500 a 1000 mm/año, se da desde el nivel del mar hasta los 1500 m s. n. m., resiste temperaturas altas entre los 23 °C y 29 °C y una insolación intensa. Es resistente a vientos fuertes y moderadamente resistente a las termitas, el fuego y a las heladas aunque muere a temperaturas de -4 °C.

## Ecología
Esta planta sirve de alimentación a las larvas de lepidópteros, incluidos: Apodemia palmerii, Bulia mexicana, Hemiargus ramon, Hemileuca tricolor, Melipotis ochrodes, Ministrymon leda. Generalmente crece en asociación con Pithecellobium sp., Parkinsonia sp., Haematoxylum sp., Bursera microphylla, Larrea sp., Agave sp., Yucca sp., Acacia greggii.
El árbol tiende a mejorar la fertilidad del suelo, controlar la erosión y a la fijación de nitrógeno. Ofrece sombra, refugio y alimento a la fauna silvestre y a los animales domésticos. Algunos insectos pueden dañar a la planta como Tetranychus pacificus que puede dañar las hojas y defoliar la planta, Alphalaroida sp. que invade el cogollo y Algarobius prosopis que destruye las semillas. El árbol tiene tendencia a una propagación invasora por lo que en algunos lugares se le considera una especie indeseable y se le combate.

## Taxonomía
Prosopis juliflora ha tenido una variedad de sinonimias desde la primera descripción en 1788. Originalmente se conocía como Mimosa juliflora Sw., luego se convirtió en Algarobia juliflora (Sw.) Benth. ex Heynh. y Neltuma juliflora (sueco) Raf. Bentham en 1875 señaló varias especies similares bajo el nombre de Prosopis juliflora esto fue mantenido, aunque actualmente es rechazado por la mayoría de los taxonomistas e investigadores, pero todavía se usa ocasionalmente hasta el día de hoy.

### Etimología
Prosopis nombre genérico otorgado en griego para la bardana, pero se desconoce por qué se aplica a esta planta. Prosopis significa 'hacia la abundancia' de la palabra griega 'pros', que significa 'hacia', y 'Opis', por Ops la diosa romana de la abundancia y la agricultura.
El nombre juliflora proviene de julus, que significa látigo, que hace referencia a las largas inflorescencias y la palabra flora que significa flor.

## Relación con el ser humano

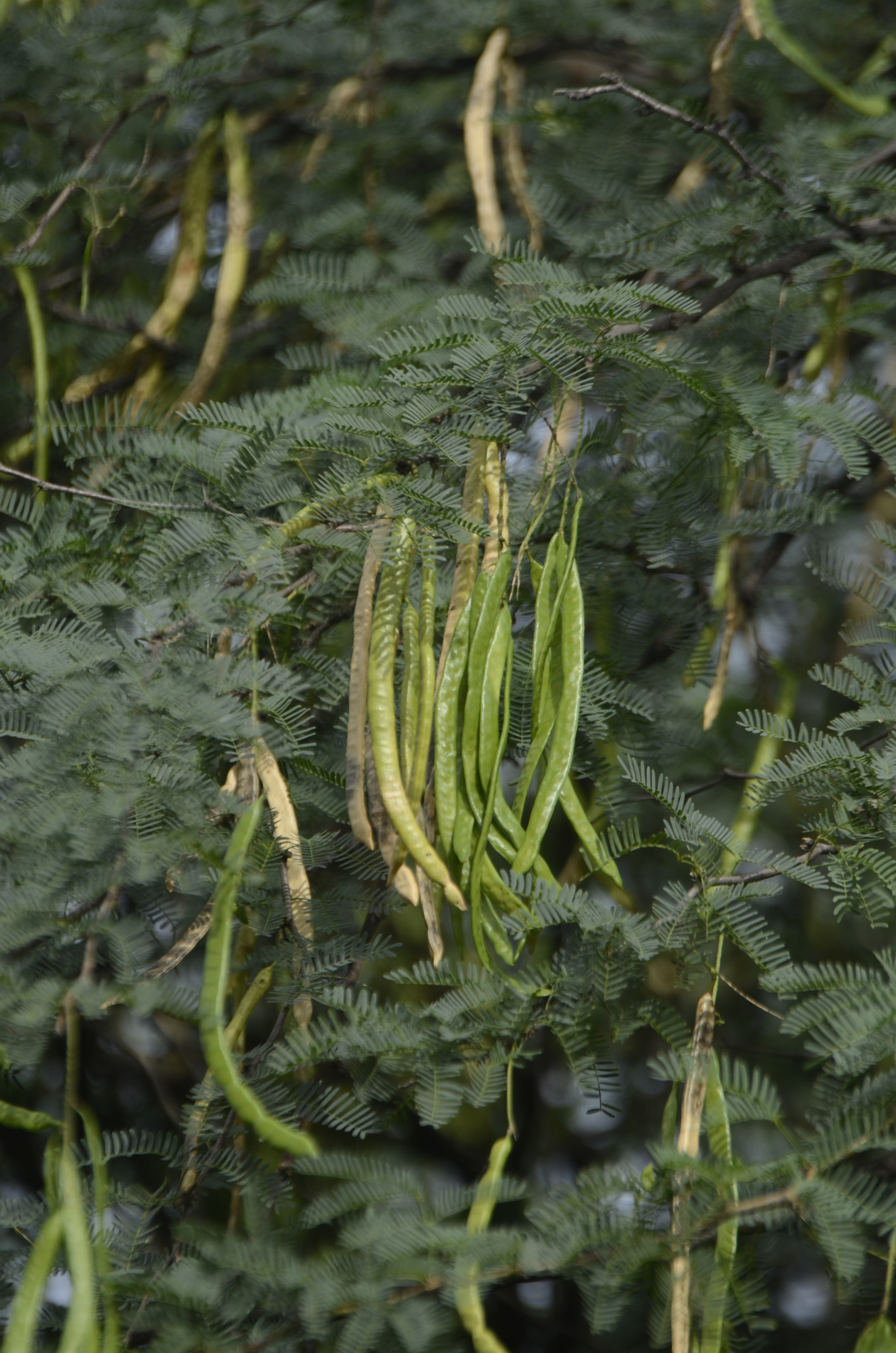
Hojas y vainas

Su uso incluye forraje, madera y manejo ambiental. Es utilizado para dar sombra al ganado y al hombre, sus frutos tienen un alto valor proteico y son consumidos por los animales. La madera se utiliza como combustible y en la carpintería y ebanistería, además la madera tiene una gran cantidad de tanino y se usa para curtir pieles. La goma que del tronco es similar a la goma arábiga y se emplea como pegamento. En algunos lugares se ha usado para reforestar zonas secas y áridas en regiones tropicales y subtropicales.

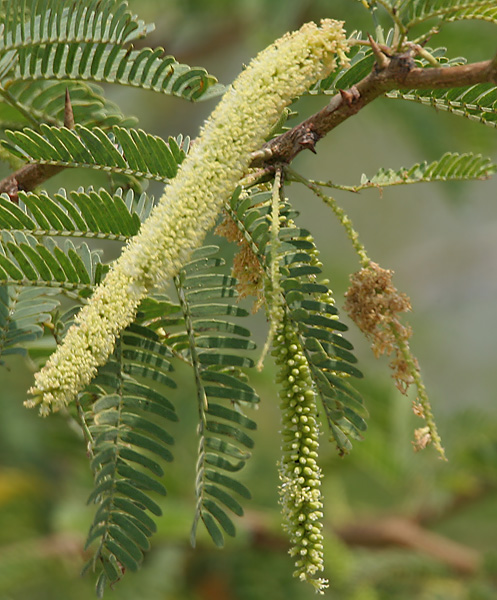
Flor

Las vainas dulces son comestibles y nutritivas, y han sido una fuente tradicional de alimentos para los pueblos indígenas de Perú, Chile y California. Las vainas se masticaban una vez durante los viajes largos para evitar la sed. Se pueden comer crudas, hervidas, secas y molidas en harina para hacer pan, almacenadas bajo tierra o fermentadas para hacer una bebida ligeramente alcohólica. Antes de la colonización española, el pueblo guaraní de América del Sur elaboraba una cerveza con puré de vainas de algarrobo y miel silvestre. Las vainas verdes son tóxicas, estudios encontraron que el consumo excesivo de vainas como fuente única de alimento tuvo efectos adversos en el ganado, redujo el apetito y provocó pérdida de peso, debilidad, alopecia, síntomas nerviosos, diarrea, fiebre, deshidratación y muerte del ganado, por lo que solo se deben consumir las vainas maduras.

### Historia
Investigadores suponen que hubo introducciones de variedades con vainas dulces realizadas por el hombre primitivo durante sus travesías a través de América, o por los animales domésticos. Las rutas de introducciones inducidas por el hombre durante la prehistoria posiblemente incluyen la costa del Pacífico de América Central, Perú y Chile, y el Caribe. Las islas del Pacífico tienen poblaciones naturalizadas que probablemente se introdujeron desde áreas costeras del Pacífico de Perú y América Central, de donde son nativas.
En india fue introducida en el siglo XIX por los ingleses debido al clima similar del Caribe, por la utilidad de su madera y vainas dulces. Las introducciones de Prosopis en África están mal documentadas, pero parecen haber comenzado en 1822 en Senegal y de ahí se extendieron por el continente.

#### El mezquite en la India
El mezquite se ha convertido en una fuente de combustible importante en el sur de la India, donde cubre una buena parte de las tierras comunitarias, especialmente en las regiones áridas y semiáridas de Tamil Nadú y Karnataka. Fue introducido por la administración colonial británica en 1877, como parte de una estrategia de reforestación en el árido Tamil, y también fue plantado en masa en regiones áridas del norte, como Rajastán, a principios del siglo XX. En Karnataka fue introducido más tarde, a medida que aumentaba el temor a la falta de leña, por culpa de la deforestación, para proporcionar una fuente de combustible a las zonas rurales antes la escasez de biomasa. El mezquite, conocido en esta zona como el mezquite del Gobierno (Sarkara juli) es muy adaptable y agresivo como especie invasora, y se extiende fácilmente por tierras cultivables aunque sean pobres en nutrientes.

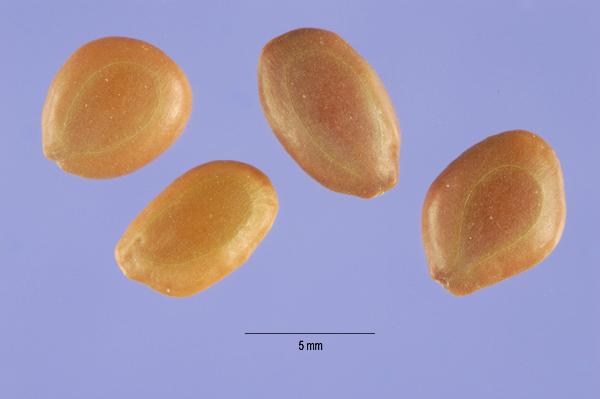
Semillas

P. juliflora se ha convertido en una planta invasora en varios países donde se introdujo. Se considera un invasor nocivo en Etiopía, Hawái, Sri Lanka, Jamaica, Kenia, Medio Oriente, India, Nigeria, Sudán, Somalia, Senegal, Sudáfrica, Namibia y Botsuana.

### Uso medicinal
No existe amplia evidencia médica de sus usos, sin embargo, tradicionalmente se ha utilizado con la creencia de que sirve como tratamiento para diversas afecciones, la resina en cocimiento se usa para tratar la disentería y algunos problemas visuales. La infusión del cocimiento de las hojas se utiliza para inflamaciones de los ojos y la corteza se usa como astringente. La cocción de las flores y la corteza de la raíz, como vomitivo y purgante, para sanar heridas, antihelmíntico y para tratar el dolor de estómago.

## Nombres comunes

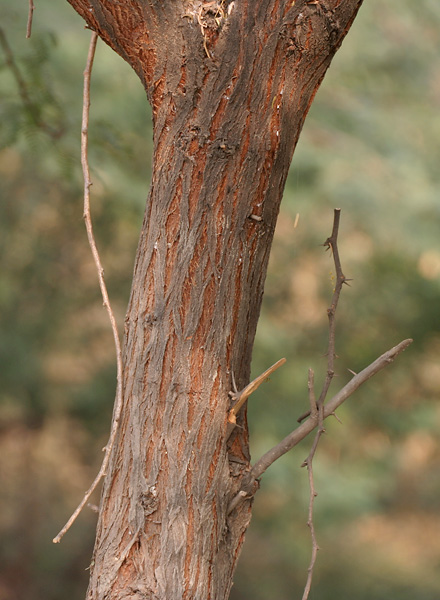
Tronco

El árbol es conocido por una variedad de nombres en varias partes del mundo, incluyendo: algarrobe, algarrobo, cambrón, anacardo, épinard, mezquite, mostrenco o mathenge.